# Воронцова, Мария Владимировна
Мария Владимировна Воронцова (род. 28 апреля 1985, Ленинград), также известная как Мария Фаассен, — российский детский врач-эндокринолог, старшая дочь президента России Владимира Путина. Кандидат медицинских наук, доцент кафедры внутренних болезней Факультета фундаментальной медицины МГУ, член учёного совета МГУ.
С апреля 2022 года в связи со вторжением России на Украину находится под санкциями США, всех стран Евросоюза, Великобритании и ряда других стран.

## Ранние годы

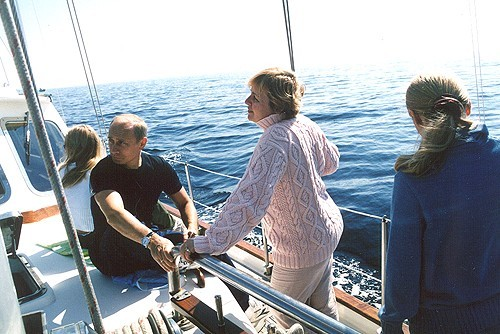
Катерина, Владимир, Людмила и Мария Путины в Приморском крае в 2002 году

Мария Путина родилась в Ленинграде (РСФСР), став первенцем в семье Владимира Путина и Людмилы Путиной (урождённой Шкребневой). Раннее детство Марии прошло в Дрездене (Восточная Германия), её семья проживала там в конце 1980-х годов. Весной 1991 года семья Путиных вернулась в Ленинград, где Мария училась в немецкой гимназии «Петершуле». Позднее, в период ожесточённых бандитских войн с участием тамбовской преступной группировки, когда та брала под свой контроль весь топливно-энергетический бизнес в Санкт-Петербурге, она и её сестра Катерина были отправлены их отцом, опасавшимся за их безопасность, в Германию, где их законным опекуном стал бывший сотрудник «Штази» Маттиас Варниг, работавший с Владимиром Путиным в Дрездене в составе ячейки КГБ и открывший позднее отделение Dresdner Bank в Санкт-Петербурге.
В 1995 году Мария сыграла на скрипке на дипломатическом завтраке , организованном генеральным консульством России в Гамбурге. После того, как семья Путиных переехала в Москву, Мария стала учиться в Немецкой школе, тесно связанной с посольством Германии в России, где учатся множество детей дипломатов из Швейцарии, Австрии и Германии. Спустя три года после окончания школы Мария поступила в университет, одновременно со своей сестрой Катериной.

## Образование и научная деятельность
Воронцова изучала биологию в Санкт-Петербургском государственном университете, а также окончила факультет фундаментальной медицины Московского государственного университета в 2011 году. С Иваном Дедовым в качестве научного руководителя, она защищала кандидатскую диссертацию по медицине в Эндокринологическом научном центре в Москве, возглавляемом Дедовым и контролирующем благотворительный проект «Альфа-Эндо», направленный на помощь детям с эндокринными заболеваниями. «Альфа-Эндо» финансируется «Альфа-банком» Петра Авена и Михаила Фридмана.
В период с 2013 по 2015 год Воронцова выступила соавтором пяти научных исследований, в том числе статьи «Состояние антиоксидантной системы крови у пациентов с акромегалией». Кроме того, в 2015 году она стала соавтором книги об идиопатической задержке роста у детей. Воронцова предположительно является советником Владимира Путина по генной инженерии, особенно по использованию CRISPR для создания генетически модифицированных детей.

## Увлечения
По словам Воронцовой, её «вдохновляет все, что красивое: любые картины, музеи, театр, музыка». Кроме того, она указала, что любит ходить на джазовые и классические концерты, а также старается уделять «хотя бы несколько часов в неделю» спорту, увлекается серфингом и лыжами.
Любимыми писателями называла Александра Пушкина, Фёдора Достоевского. Из иностранной литературы - Олдос Хаксли (О дивный новый мир), Сэй-Сёнагон (Записки у изголовья), Джейн Остин (Гордость и предубеждение) и Фрэнка Герберта (цикл романов "Дюна").

## Личная жизнь
Воронцова замужем за нидерландским бизнесменом Йорритом Фаассеном. Известно, что в 2013 году супруги жили в пентхаусе в самом высоком жилом доме в Ворсхотене в Нидерландах. В 2014 году жители Нидерландов призвали выслать Воронцову из страны после того, как в небе над Украиной был сбит пассажирский самолёт, выполнявший рейс 17 Malaysia Airlines. В 2015 году Воронцова и Фаассен жили в Москве. Их сын учится в Немецкой школе при посольстве Германии в Москве.

## Санкции
В апреле 2022 года США, Евросоюз, Великобритания, Канада, Австралия и Япония ввели санкции против Катерины Тихоновой и Марии Воронцовой в связи с вторжением России на Украину.